# Rezerwat przyrody Jezioro Głębokie
Rezerwat przyrody „Jezioro Głębokie” – wodny rezerwat przyrody w województwie zachodniopomorskim, w powiecie szczecineckim, w gminie Biały Bór, 5,7 km na zachód-północny zachód od Białego Boru, po północnej stronie drogi krajowej nr 25 Bobolice-Biały Bór.
Został utworzony na mocy zarządzenia Ministra Leśnictwa i Przemysłu Drzewnego z dnia 21 lipca 1977. Zajmuje powierzchnię 8,61 ha (akt powołujący podawał 8,87 ha).
Celem ochrony jest zachowanie ekosystemu śródleśnego jeziora lobeliowego, zagłębionego w niecce, z piaszczystymi, stromymi brzegami porośniętymi wrzosem zwyczajnym (Calluna vulgaris), ze stanowiskami reliktowych gatunków roślin chronionych, takich jak: lobelia jeziorna (Lobelia dortmanna), poryblin jeziorny (Isoëtes lacustris), brzeżyca jednokwiatowa (Littorella uniflora).
Rezerwat znajduje się w zasięgu terytorialnym Nadleśnictwa Miastko, ale poza gruntami zarządzanymi przez to nadleśnictwo. Nadzór sprawuje Regionalny Konserwator Przyrody w Szczecinie. Rezerwat nie ma aktualnego planu ochrony, posiada natomiast obowiązujące zadania ochronne, na podstawie których jego obszar objęty jest ochroną czynną.
Rezerwat leży w granicach dwóch obszarów sieci Natura 2000: siedliskowego „Bobolickie Jeziora Lobeliowe” PLH320001 i ptasiego „Ostoja Drawska” PLB320019.
3,3 km na północny zachód znajduje się rezerwat przyrody „Jezioro Szare”, 4,4 km na północny zachód rezerwat przyrody „Jezioro Piekiełko”, 5,5 km na zachód-południowy zachód rezerwat przyrody „Jezioro Kiełpino”.